# Fratelli Caputo
Fratelli Caputo è una miniserie televisiva italiana trasmessa in prima serata su Canale 5 dal 23 dicembre 2020 all'8 gennaio 2021. È creata da Valentina Capecci, diretta da Alessio Inturri, prodotta Ciao Ragazzi!, fondata da Claudia Mori, con la collaborazione di RTI e Apulia Film Commission ed ha come protagonisti Nino Frassica e Cesare Bocci.

## Trama
Nino e Alberto non si conoscono, non si sono mai visti, eppure condividono un dettaglio importante: il cognome. I due sono fratellastri, entrambi sono figli di Calogero Caputo, il più amato sindaco di Roccatella, paese della Sicilia, che lì ha sposato Agata ed avuto il suo primo figlio, Nino. Calogero, però a Milano ha conosciuto Franca, da lei ha avuto il secondo figlio, Alberto, e in Sicilia non ci è più tornato. Nino è cresciuto così senza padre, con la ferita di un abbandono che la madre non ha mai cercato di attenuare. Alberto, invece, ha avuto un padre, una famiglia felice, una formazione universitaria, insomma tutto ciò che a Nino è stato negato. I due si fronteggiano come candidati alla poltrona di sindaco a Roccatella, ma alla fine collaboreranno per il bene della famiglia e del paese.

## Episodi
| Stagione       | Episodi | Prima TV  |
| -------------- | ------- | --------- |
| Prima stagione | 4       | 2020-2021 |

## Personaggi e interpreti
- Nino Caputo, interpretato da Nino Frassica.
- Alberto Caputo, interpretato da Cesare Bocci.
- Patrizia, interpretata da Sara D'Amario.
- Agata Zappalà, interpretata da Aurora Quattrocchi.
- Carmela, interpretata da Andrea Vitalba.
- Barbara Caputo, interpretata da Giorgia Boni.
- Simone, interpretato da Giancarlo Commare.
- Rosalia, interpretata da Carmela Vincenti.
- Turi, interpretato da Francesco Guzzo.
- Andrea Caputo, interpretato da Riccardo De Rinaldis.
- Giacomo Caputo, interpretato da Riccardo Antonaci.
- Assessore Michele Cascone, interpretato da Daniele Pilli.
- Loredana Rizzo, interpretata da Rossana Ferrara.
- Antonio Giuffrida, interpretato da Fabrizio Buonpastore.
- Senatore Valenti, interpretato da Mimmo Mancini.
- Franca, interpretata da Anna Teresa Rossini.
- Red Canzian.
- Geometra Edil Costruzioni, interpretato da Federico S. Morresi.

## Produzione
La miniserie è prodotta da Ciao Ragazzi!, fondata da Claudia Mori, con la collaborazione di RTI e Apulia Film Commission.

### Riprese
Le riprese della miniserie si sono svolte dall'inizio di marzo 2019 nel corso di quattordici settimane; in particolare a Nardò (in provincia di Lecce), mentre nell'estate dello stesso anno la produzione si è spostata a Gorgognolo, una spiaggia di Ostuni (in provincia di Brindisi), e poi a Santa Maria al Bagno, Santa Caterina, Sant'Isidoro e Santa Cesarea Terme.